# Intercity-Express

Logo de ICE

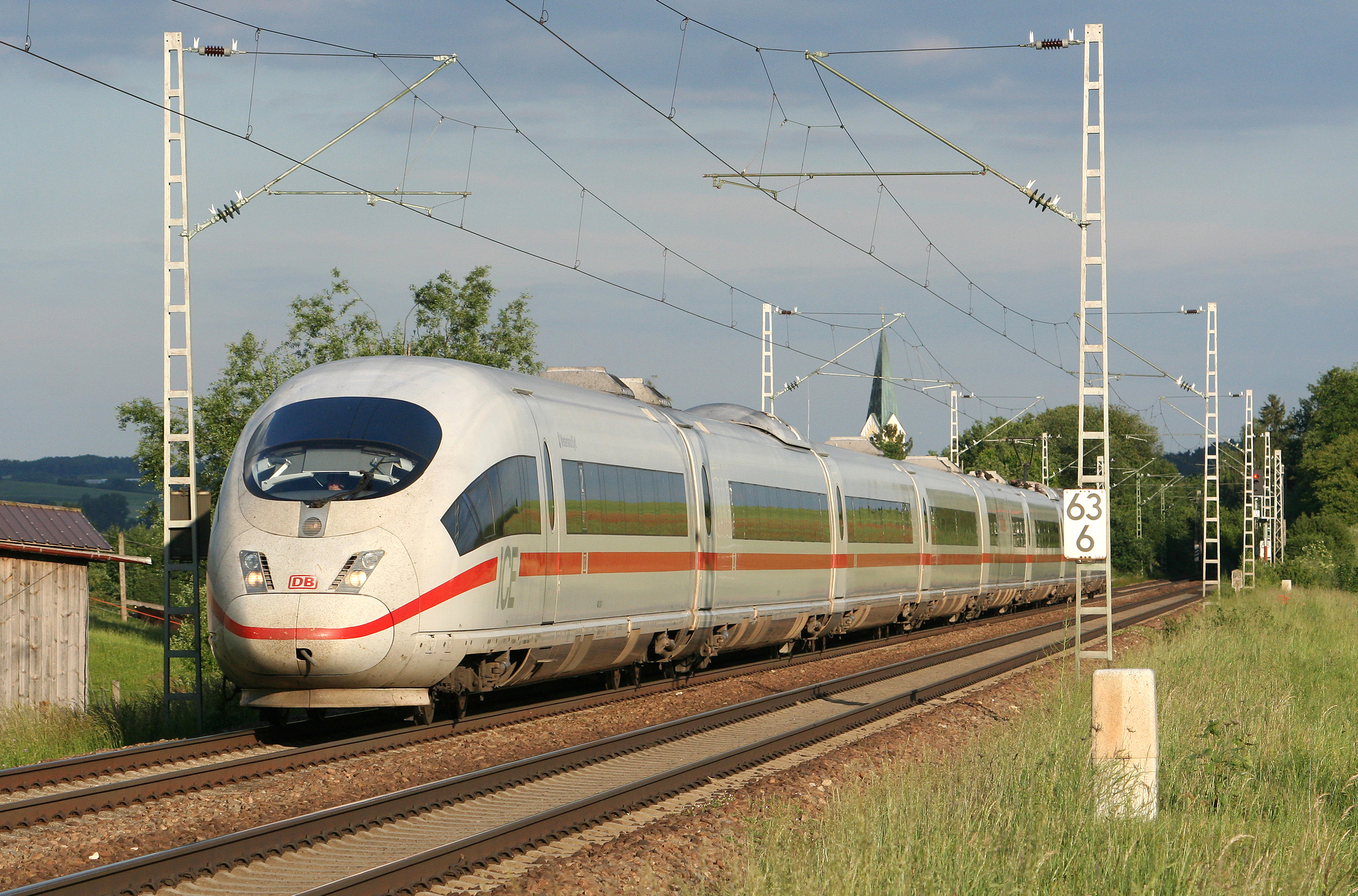
ICE 3

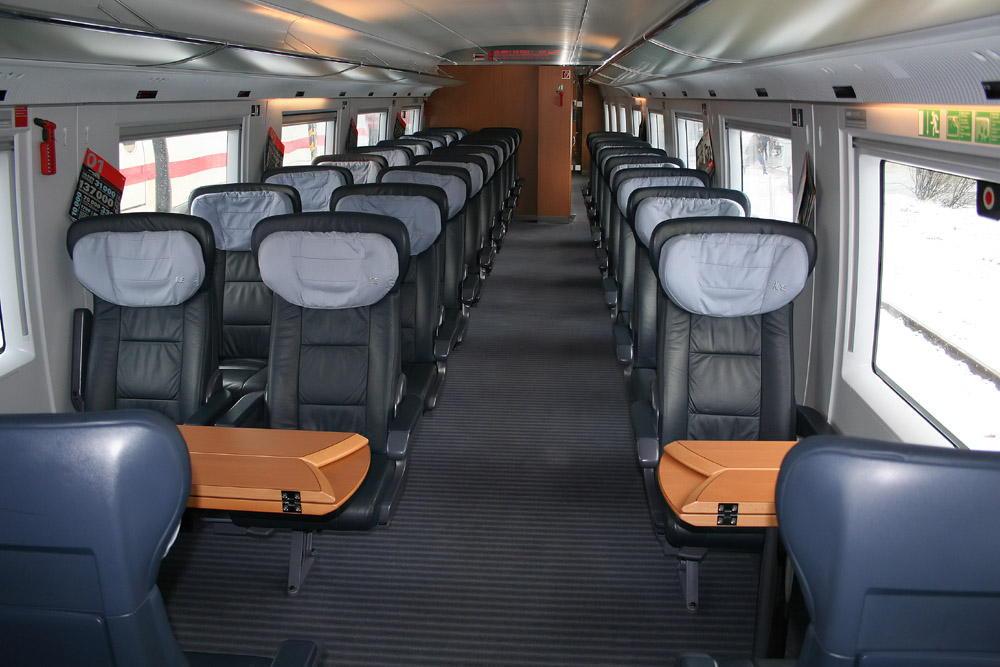
Intérieur d'une voiture de première classe d'un ICE 3

Pour les articles homonymes, voir InterCity, Express et ICE.
Vous pouvez aider à l'améliorer ou bien discuter des problèmes sur sa page de discussion.
- Il ne cite pas suffisamment ses sources. Vous pouvez indiquer les passages à sourcer avec {{référence nécessaire}} ou {{Référence souhaitée}}, et inclure les références utiles en les liant aux notes de bas de page. (Marqué depuis octobre 2021)
- Il doit être recyclé. La réorganisation et la clarification du contenu sont nécessaires. (Marqué depuis octobre 2021)
- La notion qu'il invoque est trop technique ou pas assez détaillée. Il est préférable de la préciser au moyen d’un lien interne ou d’une note . (Marqué depuis octobre 2021)

- Archive Wikiwix
- Bing
- Cairn
- DuckDuckGo
- E. Universalis
- Gallica
- Google
- G. Books
- G. News
- G. Scholar
- Persée
- Qwant
- (zh) Baidu
- (ru) Yandex
- (wd) trouver des œuvres sur Wikidata

L'Intercity-Express (ICE ; en Autriche et Suisse : InterCityExpress) désigne l'offre « premium »[passage promotionnel] de la Deutsche Bahn, mais également les différentes séries de trains à grande vitesse utilisées par ce service commercial.

## Les trains

### Caractéristiques générales
Tous les trains ICE sont des rames automotrices réversibles ; leur vitesse maximale est d'au moins 250 km/h (sauf les ICE-T pendulaires : 230 km/h).
Les ICE 1 ont deux motrices, les ICE 2 en ont une seule ; les plus récents (ICE 3, ICE T et ICE 4) n'ont plus de motrices, mais une motorisation répartie sur les bogies de l'ensemble de la rame.
Les motrices et voitures sont toutes équipées de deux bogies de deux essieux chacune ; ce qui les distingue des TGV de la SNCF et Alstom qui sont des rames articulées (un bogie commun à deux voitures contiguës). Selon certains détracteurs, les conséquences d'un déraillement seraient ainsi une « mise en accordéon », alors que sur le TGV la rame resterait d'un seul bloc,.
La livrée des ICE, codifiée en 1996, est un modèle déposé de la Deutsche Bahn. Le corps des rames paraît blanc, mais est à 85 % en Gris clair (RAL 7035), avec une bande en Rouge signalisation (RAL 3020) de bout en bout du train. Le sigle ICE est en Gris agate (RAL 7038), et en Gris fenêtre (RAL 7040) pour les têtes des ICE 3. La face avant est en Gris basalte (RAL 7012), et les parties en dessous des voitures en Noir foncé (RAL 9005). Les fenêtres apparaissent comme une bande noire le long du train, interrompue par les portes avec leur vitre ovoïde.

### Début de la grande vitesse ferroviaire en Allemagne
Après des années de recherche et d'expérimentation en laboratoire sur la grande vitesse ferroviaire, et après l'introduction de la locomotive série 120, qui lors de sa présentation en 1985 tirait un train de voyageurs à 265 km/h, un prototype des futurs trains de grande vitesse, l' ICE, fut mis sur les rails également en 1985.

#### Le prototype ICE-V et son record de vitesse
Composé de deux motrices encadrant deux voitures voyageurs de démonstration (2de cl, 1re, bar) et d'une voiture laboratoire munie d'instruments de mesure, il disposait, entre autres nouveautés, de moteurs triphasés asynchrones et de freins à courants de Foucault. C'est ce train, désormais dénommé ICE-V (type 410, InterCityExperimental), qui atteint le 1er mai 1988 le record mondial sur rail de 406,9 km/h sur la ligne nouvelle Wurtzbourg-Hanovre, avant de repasser ce trophée deux ans plus tard à la rame 325 du TGV Atlantique en composition réduite à six caisses avec 482,8 km/h. Il est à noter que la rame 88 du TGV-PSE servant de prototype au TGV-A atteignit deux mois après le record de l'ICE, lors d'un essai de vitesse non homologué, la vitesse de 408,4 km/h.
Parallèlement avait été entamée la construction des deux premières lignes nouvelles à grande vitesse. Pour commencer l'exploitation régulière de ces lignes en 1991, la Deutsche Bundesbahn avait besoin de 41 trains. Le développement avait commencé en 1986, les motrices ont été commandées en avril 1987, les voitures voyageurs et les voitures-restaurants en 1988.

#### Les premières rames: ICE 1

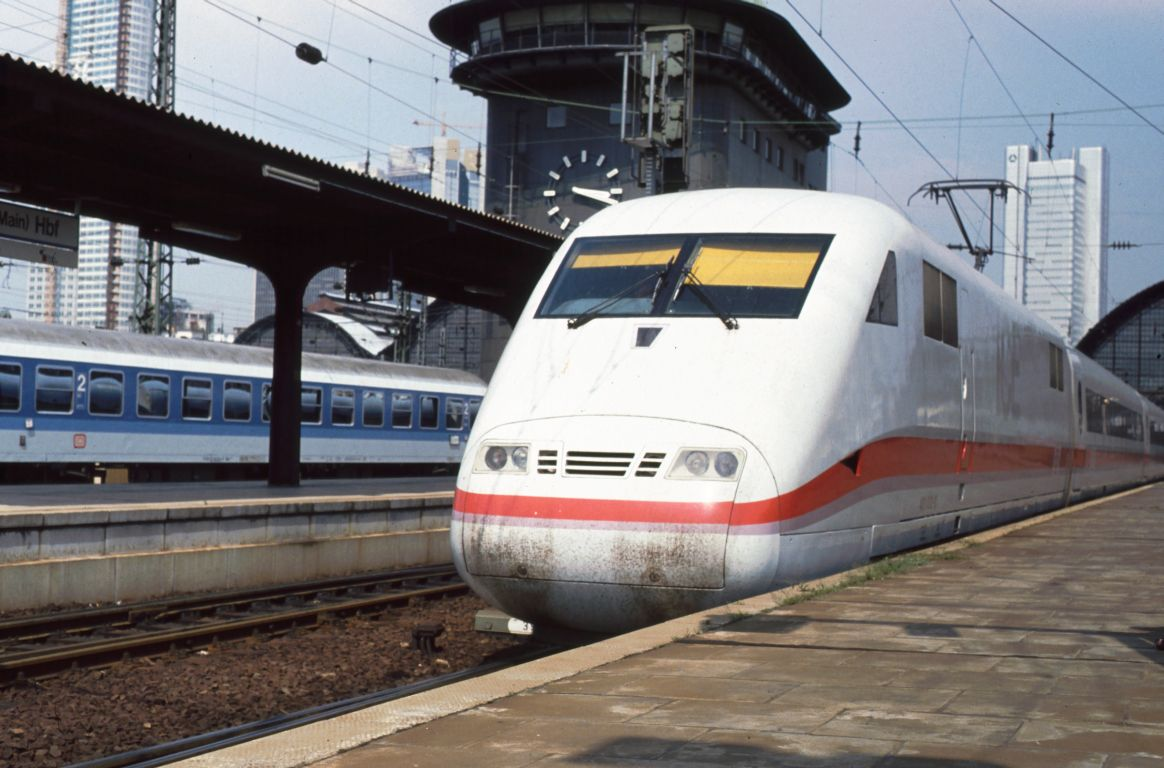
ICE 1 en gare de Francfort en 1992. Notez la forme rectangulaire de la motrice et du pare-brise, et la bande colorée initialement en rouge oriental et violet pastel

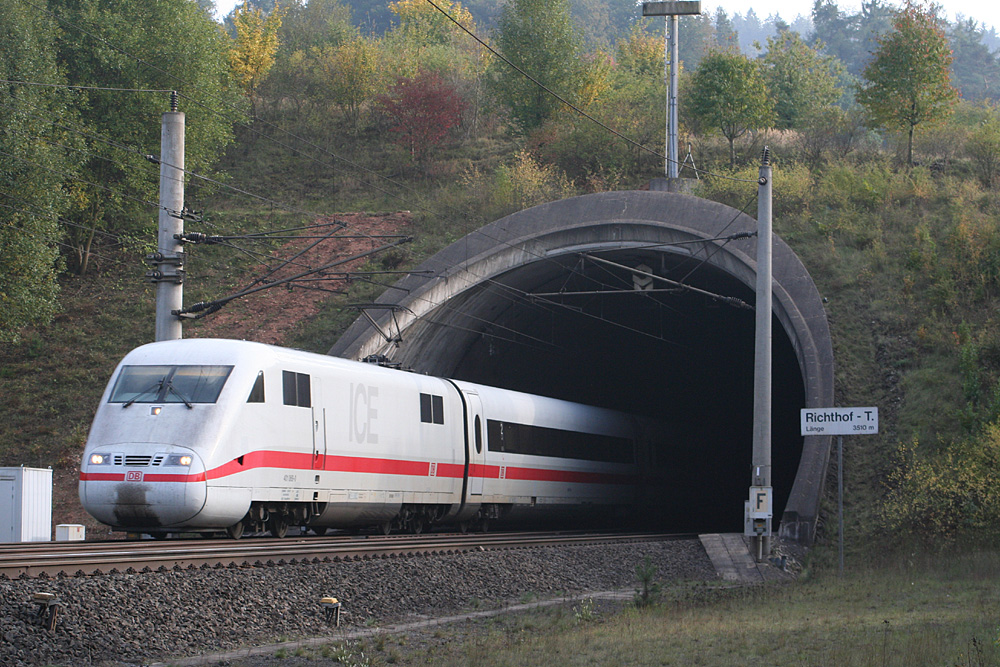
ICE 1 quittant le tunnel "Richthof" (LGV Wurtzbourg–Hanovre)

L'ICE 1 — Série 401 chez la Deutsche Bundesbahn — est composé de deux motrices de quatre essieux motorisés et de 10 à 14 voitures. 60 unités ont été produites depuis 1987, dont 59 sont encore en service, un train ayant été détruit dans l’accident d’Eschede le 3 juin 1998.
Les trains mis en service à partir de 1991 ont été construits en consortium par neuf entreprises : AEG, ABB, DUEWAG, Krauss-Maffei,Krupp AG, Thyssen-Henschel, LHB, MBB et Siemens AG selon des spécifications de la DB. Différents consortiums ont été créés pour réaliser différentes parties des rames : la partie mécanique des têtes motrices, leur équipement électrique, et les voitures.
Avec une puissance combinée de 9 600 kW, les deux motrices entraînent le train jusqu'à 280 km/h.
Un train type de 12 voitures est long de 360 mètres et offre 645 places, avec 8 voitures de 2e classe (n° 1 à 7, n° 9 — avec des installations de service), et 3 voitures de 1re classe (n° 11, 12, et 14).

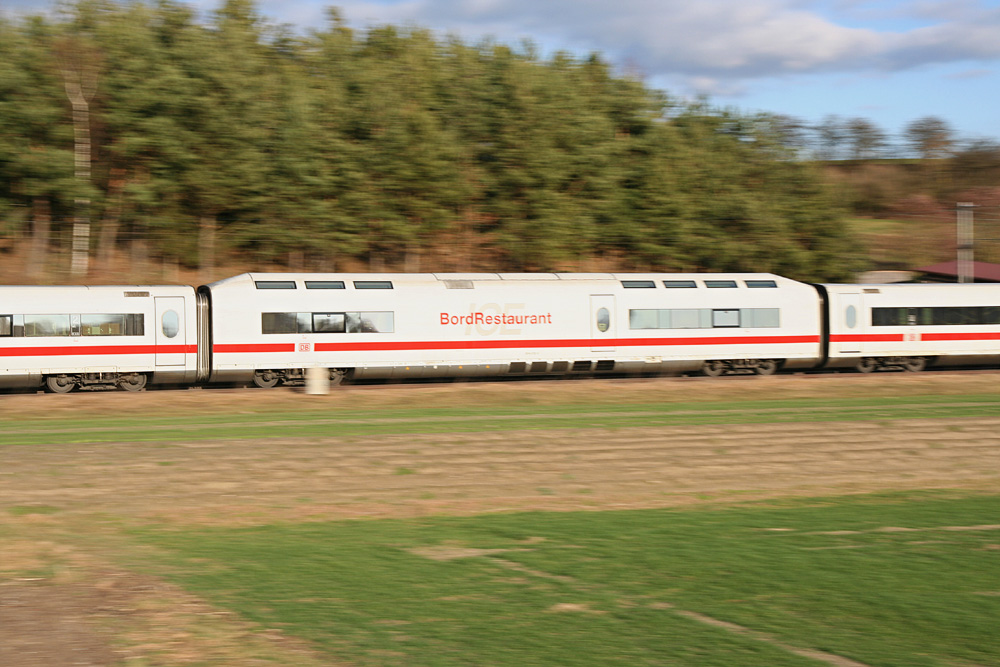
On reconnaît facilement les ICE 1 à leur voiture restaurant plus haute.

##### Des dimensions originales

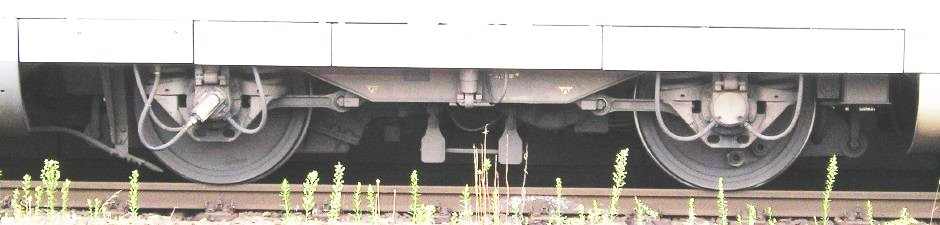
Bogie d'une motrice ICE 1

L'ICE 1 se distingue aisément des autres ICE par une voiture restaurant (voiture n° 10) plus haute de 45 cm.
Dimensions de la motrice : hauteur 3,84 m ; largeur 3,07 m ; longueur 20,16 m qui correspond au gabarit de la fiche UIC 505-2. Les voitures voyageurs ont la même hauteur, mais mesurent 26,40 m de long, les pivots de bogie étant distants de 19 mètres. Pour une libre circulation internationale d'une telle voiture (fiche UIC 505-2), la voiture ne devait pas mesurer plus de 2,93 m de largeur, mais pour plus de confort intérieur la DB avait opté pour une largeur de 3,02 m à 1,80 m au-dessus du rail, marquée par un coude horizontal. Cela était possible sur le réseau allemand, et la DB avait obtenu l'accord des ÖBB et CFF pour les prolongations de lignes dans leurs pays respectifs.
Apparemment, la DB percevait une tendance du marché vers des voitures plus larges sur des trains à grande vitesse à l'échelle européenne, citant la construction de voitures pour la Norvège d'une largeur de 3,20 m et un projet pour le IC3 danois de 3,10 m
Des rames ont été préparées et certifiées pour rouler en Suisse (au nombre de 19), et pour l'Autriche (10) : l'utilisation en Suisse demande non seulement un autre système de contrôle pour le train, mais aussi un pantographe plus étroit (1,60 m) que celui utilisé en Allemagne et en Autriche (1,95 m).

#### Flexibilité sur des lignes à faible circulation: ICE 2

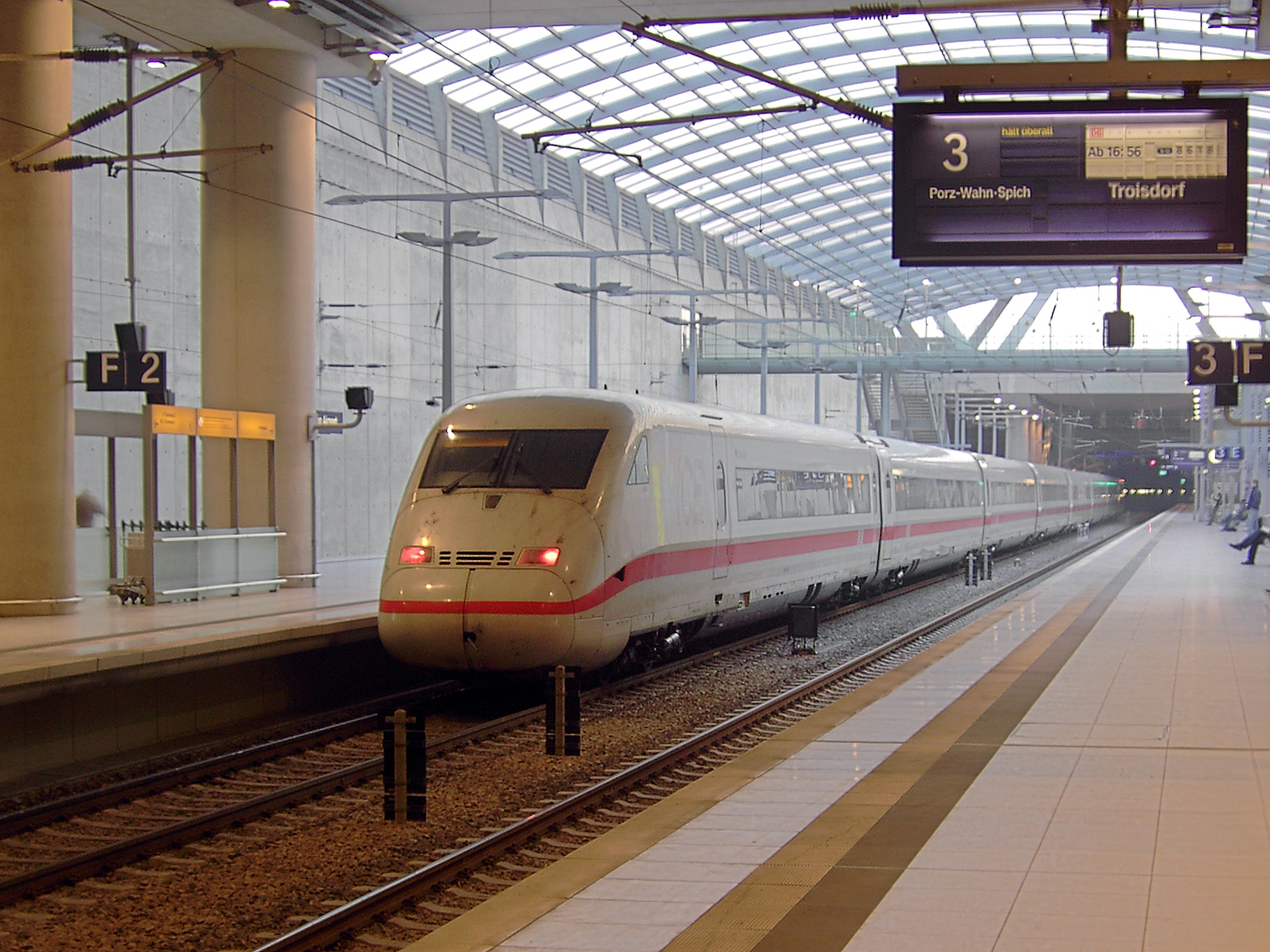
Voiture pilote d'un ICE 2

En 1985, la DB s'était prononcée pour un train intégral, non déformable en circulation. Mais après la mise en service des ICE 1, les responsables de la DB reprirent le concept d'un train pouvant être raccourci ou rallongé en fonction du trafic, scindé ou recomposé pour des dessertes en antenne (en Y).

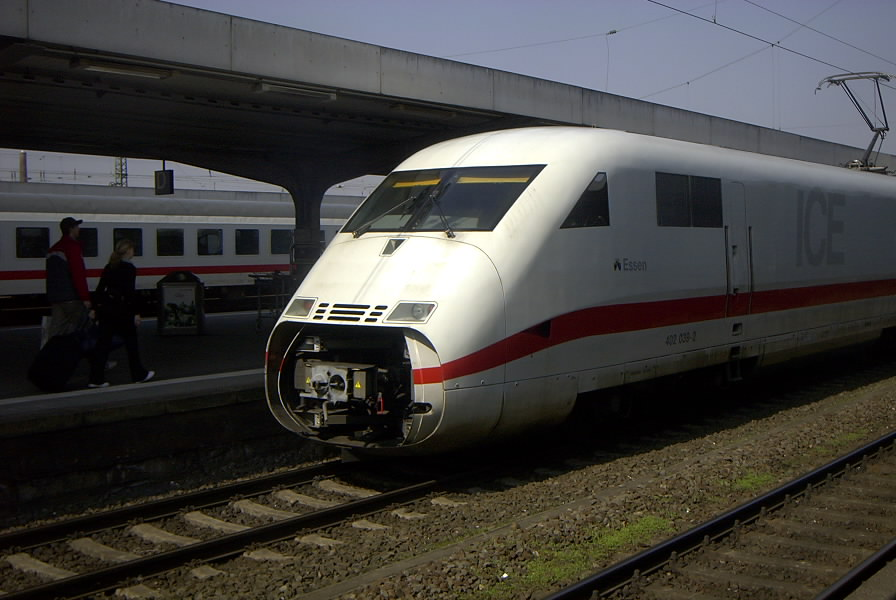
Demi-rame ICE 2 en gare de Hamm, attendant d'être attelée à une autre, pour continuer vers Berlin

Le réseau de la DB était au début principalement constitué de relations nord-sud, mais avec la réunification du pays beaucoup de relations est-ouest devenaient possibles, avec un trafic moins dense cependant.
Ainsi naquit l'ICE 2, évolution de l'ICE 1 original : un train plus court, avec une seule motrice à une extrémité, six voitures normales, et une voiture pilote à l'autre extrémité. Une telle rame, appelée Halbzug (demi-train), peut être tirée ou poussée (motrice à l'avant ou à l'arrière).
Deux demi-rames peuvent, pour circuler en unité multiple (UM), être accouplées par des attelages automatiques Scharfenberg ("Schaku", pour "Scharfenberg-Kupplung") sans intervention extérieure, puis scindées. La division verticale du nez s'ouvrant pour dégager la Schaku, est un des éléments distinctifs bien visibles de l'ICE 2 par rapport à l'ICE 1.

##### Vitesse maximale
La vitesse maximale en service commercial est de 280 km/h (ICE 2 comme ICE 1).
Mais cette vitesse ne peut être atteinte par l'ICE 2 en double rame que si les motrices sont aux deux extrémités, car lorsque les motrices sont au milieu du train, face-à-face (double rame poussée) :
- le seul pantographe d'une rame ICE 2 est sur la motrice, et la distance courte entre les deux pantographes limite la vitesse à cause du relèvement du fil de contact (ce qui provoquerait des décollements de celui-ci avec l'archet, et ainsi des arcs électriques) ;
- le poids inférieur de la voiture pilote (par rapport à une motrice) donne une plus grande sensibilité au vent latéral, constatée sur les lignes où l'ICE 2 est poussé.

##### Caractéristiques
Par rapport à l'ICE 1 :

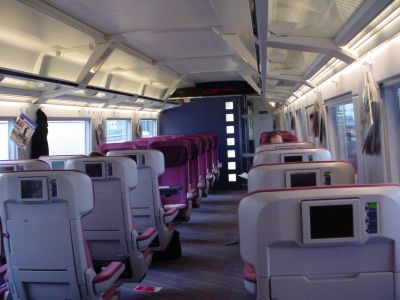
Intérieur de 1re classe d'ICE 2 à la mise en service

- une seule motrice et une voiture pilote,
- motrice un peu améliorée,
- voitures plus légères de 5 tonnes,
- à l'intérieur : compartiments remplacés par des cabines,
- la réservation des places n'est plus indiquée par des fiches en papier, mais électroniquement par une unité LED rouge,
- informations sur le parcours du train affichées sur des panneaux LED dans les cabines,
- prises électriques de 230 V 50 Hz sur les tables.

#### De l'ICE-V à l'ICE-S

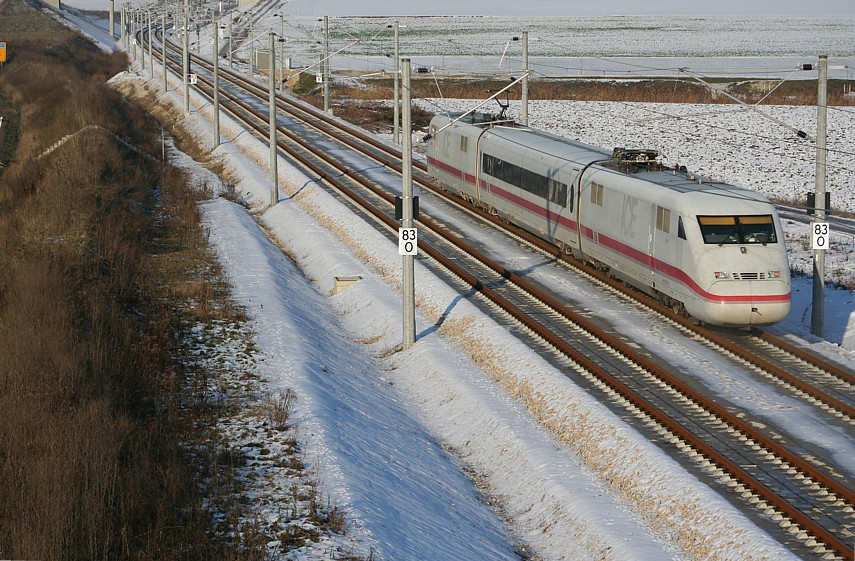
ICE S faisant des mesures (décembre 2005) sur la LGV Nuremberg - Ingolstadt vers Munich

L'ICE-V d'expérimentation mentionné plus haut a été en service encore plusieurs années pour des mesures sur des lignes nouvelles, par exemple pour tester le clapet de nez ouvrant de l'ICE 2 en 1995.
Il a roulé pour la dernière fois en 1998. Une de ses têtes motrices a été transformée en monument à Minden (ateliers centraux de la Deutsche Bahn), l'autre se trouvant au musée technique Deutsches Museum de Munich.
L'ICE-V a été remplacé par l'ICE-S, composé de deux têtes motrices ICE 2 modifiées et de la voiture d'instruments de l'ICE-V original, enregistré comme série 410.
Ce train ne fait pas seulement des tests de vitesse sur le réseau de la Deutsche Bahn, mais aussi dans d'autres pays, comme la Suisse, par exemple dans le tunnel de base du Lötschberg, à une vitesse maximale de 280 km/h.

### Un saut qualitatif: la motorisation répartie

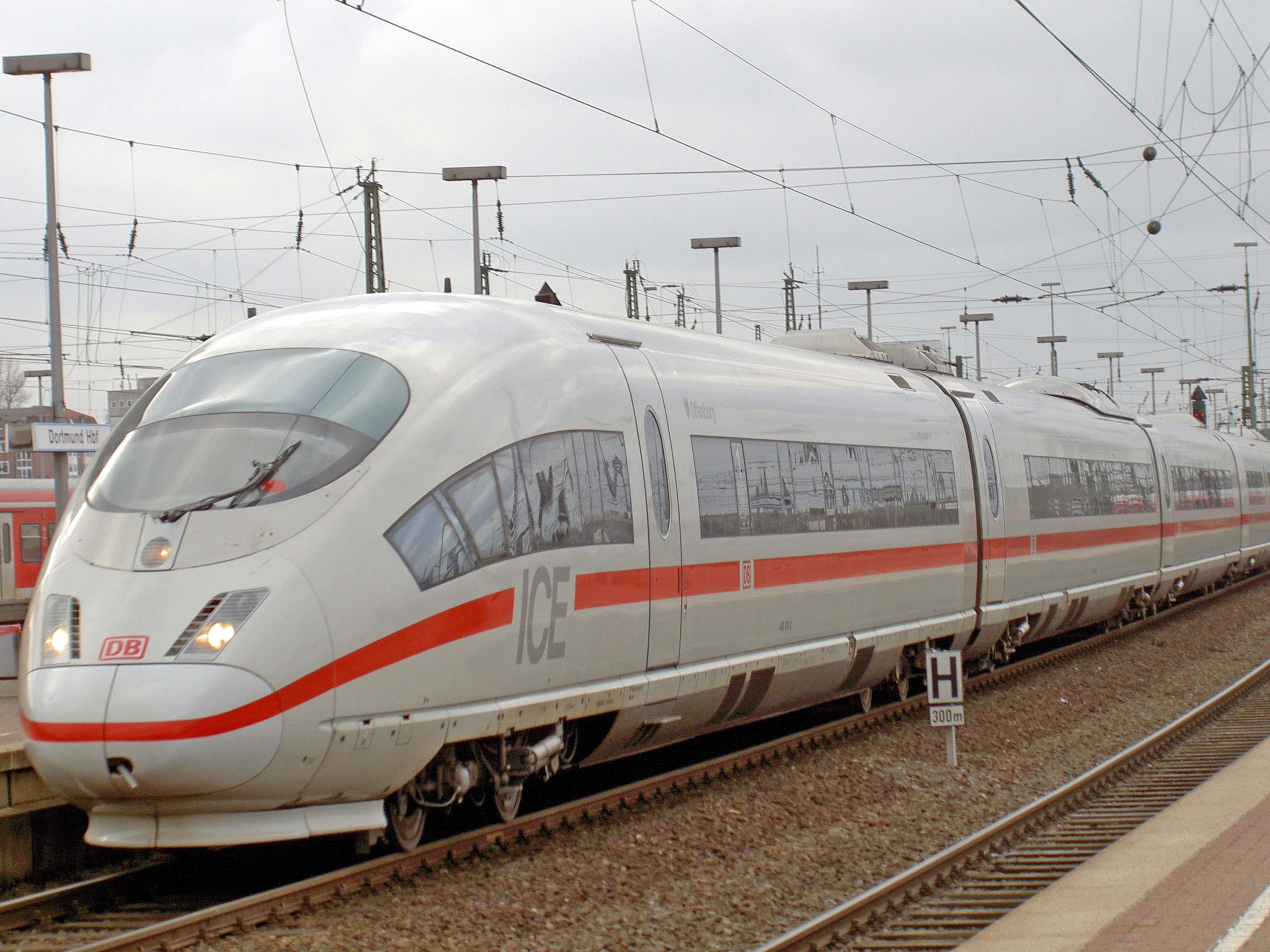
ICE-3 entrant en gare de Dortmund

Ces trains, introduits à la fin des années 1990, n'ont plus de motrice en tête, mais une motorisation distribuée en dessous de l'espace voyageurs.
Les cabines de conduite aux deux extrémités des trains ne sont séparées de l'espace voyageurs que par une vitre. L'aménagement intérieur et le design extérieur sont similaires mais, alors que les baies frontales des cabines de conduite des ICE-1 et ICE-2 sont rectangulaires, celles des automotrices sont arrondies et elliptiques.
Les rames de cette génération ont été conçues pour circuler en "unités multiples" (UM) avec 2 rames couplées, les plus courtes (les pendulaires série 415 et série 605) pouvant être en UM de 3 rames.
À noter que dans cette 3e génération seuls les ICE-3 (séries 403 et 406) peuvent être considérés comme des trains à grande vitesse selon les définitions de la Communauté européenne, puisque les pendulaires ont des vitesses maximales en service de 230 km/h, en dessous des 250 km/h définis comme seuil de la grande vitesse.

#### Le pendulaire électrique: l'ICE-T

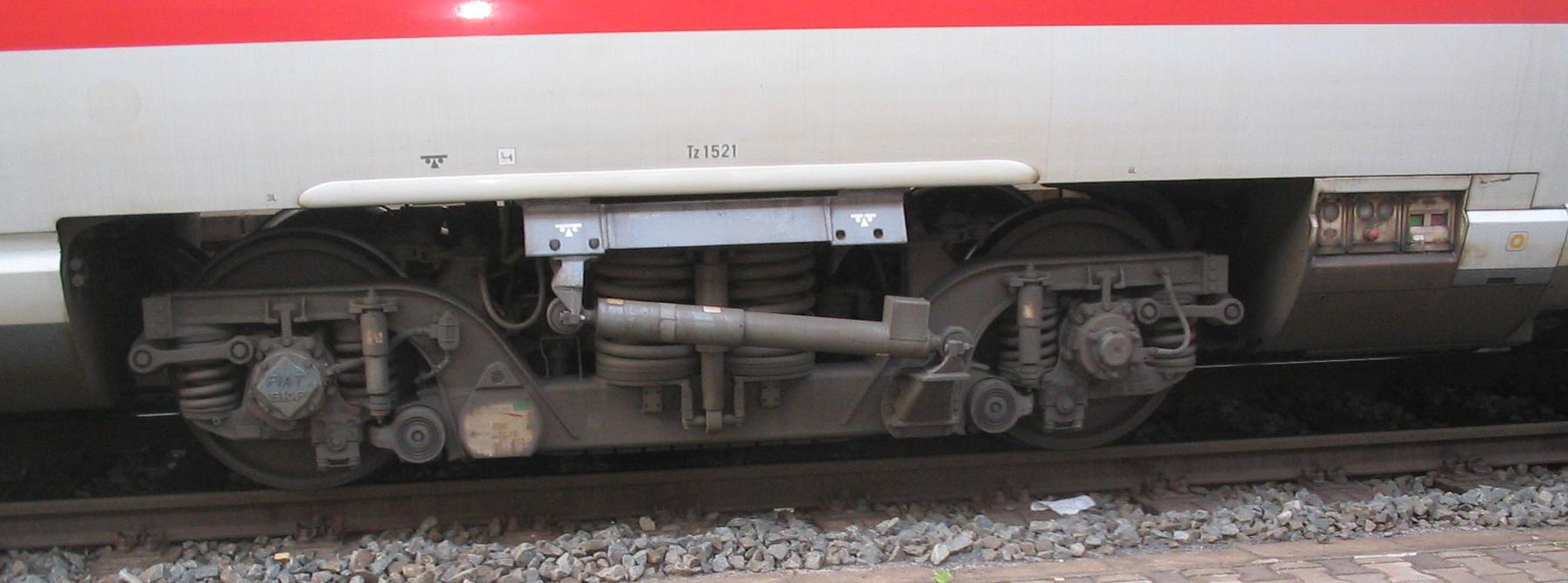
Bogie pendulaire technique FIAT d'un ICE-T

Le modèle ICE-T, originellement appelé IC T, est une automotrice pendulaire, dont la mécanique pendulaire est fournie par Fiat Ferroviaria (aujourd'hui racheté par Alstom), comme celle utilisée sur les trains italiens ETR 460 et ETR 470.
La pendulation permet au train de se pencher de 8° vers l'intérieur du virage pour anticiper et compenser la force centrifuge et aborder ainsi des courbes 30 % plus rapidement qu'un train conventionnel.
Introduit en 1998, le ICE-T atteint la vitesse de 230 km/h sur des voies normales préexistantes.
Les ICE-T sont différenciables des ICE-3 grâce à leur troisième phare situé au-dessus des vitres frontales et non au-dessous comme sur l'ICE-3.

##### Deux versions, courte et longue
Ces trains pendulaires existent en deux versions :
- série 411 (7 voitures)
- série 415 (5 voitures)

Le module traction de base du ICE-T est composé de 3 voitures : la première voiture avec la cabine de conduite porte le pantographe et contient le transformateur en partie basse ; la deuxième comprend le convertisseur de courant et la troisième la batterie. Dans les 2e et 3e voitures, un des deux essieux de chaque bogie est motorisé.
L'assemblage de deux modules de base et d'une voiture non motorisée forme une rame de 7 voitures de la série 411. Une autre solution a été trouvée pour la série 415, composée de seulement 5 voitures.
Les ICE-T 411 peuvent rouler en UM de 2 rames, les ICE-T 415 en UM de 3 rames.

##### Les commandes des compagnies allemande et autrichienne
La Deutsche Bahn a commandé :
- 32 exemplaires de série 411 (7 voitures) ;
- 11 exemplaires de série 415 (5 voitures), dont 5 destinées à la Suisse, sur la ligne Stuttgart-Zurich, à la place des Cisalpino ;
- puis, en 2002, 28 rames supplémentaires de série 411, mises en service en décembre 2004.

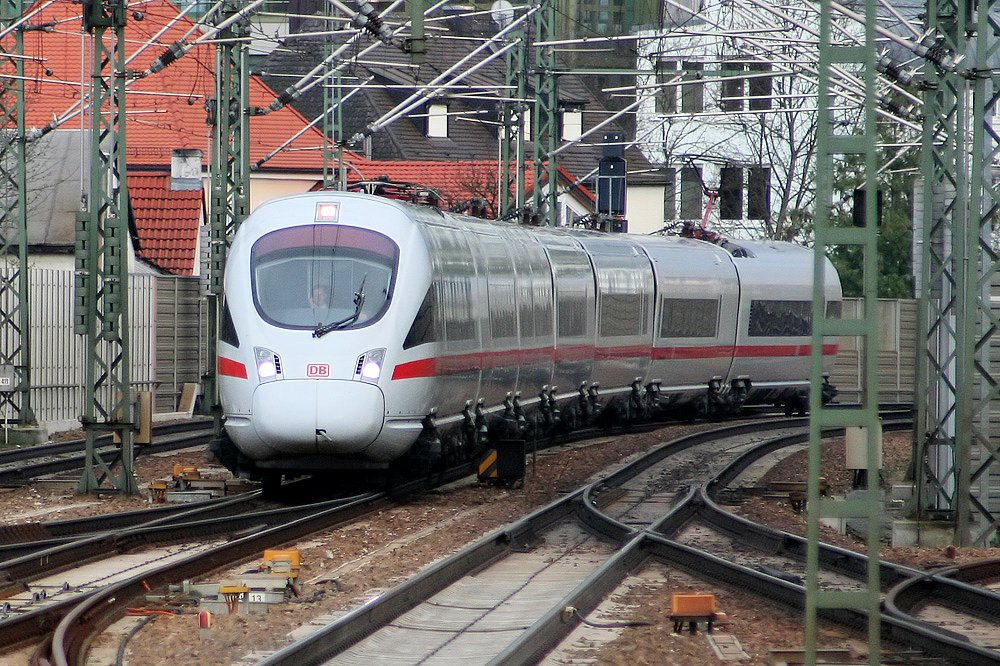
ICE T sortant d'une courbe. Notez l'inclinaison des dernières voitures.

Cette nouvelle série 411 a un intérieur simplifié (en général sans prise audio sur les sièges), et entre les fenêtres il n'y a pas de fausse vitre mais du métal coloré en noir.
Avec le succès commercial des rames courtes ICE-T sur la ligne Stuttgart-Zurich, les voitures de tête de ces cinq rames 415 destinées à la Suisse ont été permutées en hiver 2006 avec celles de cinq rames 411 de la première série, augmentant ainsi le nombre de sièges de 43 % (2e classe 304 + 53, 1e classe 209 + 41),.
La compagnie nationale de chemins de fer autrichienne ÖBB utilise également une douzaine de rames ICE-T, nommées série 4011.

#### Le pendulaire Diesel: ICE-TD

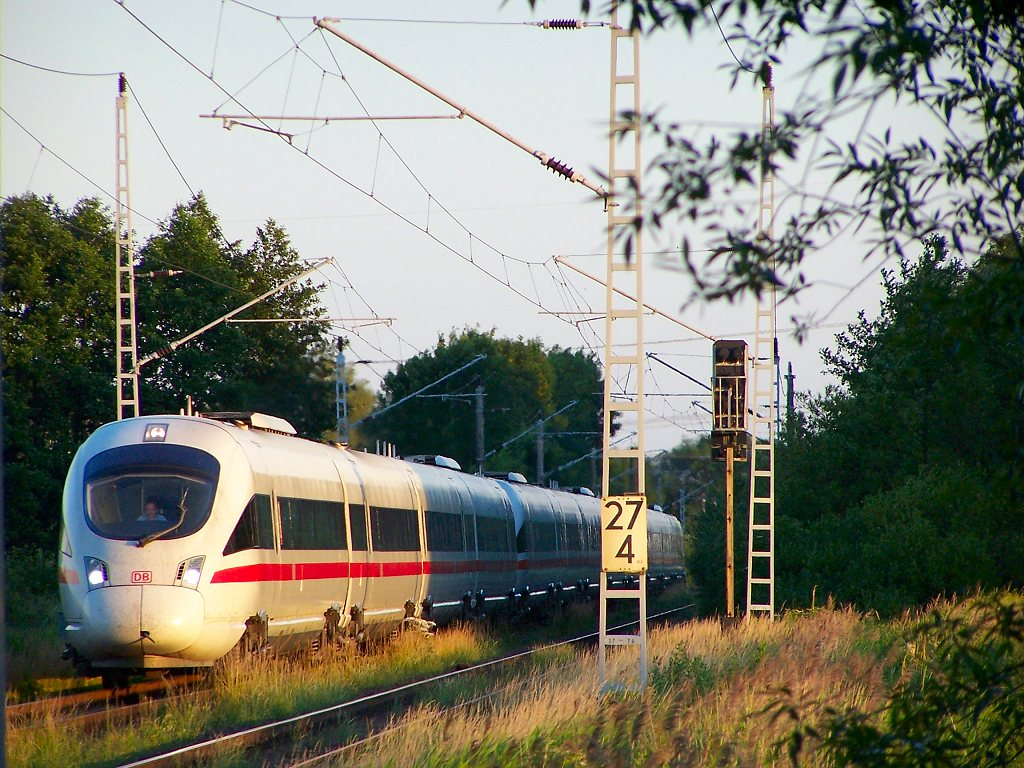
Un ICE-TD triple traction en service spécial de Berlin à Warnemünde

En même temps que l'ICE 3 et l'ICE-T a été développée une automotrice diesel-électrique nommée ICE-TD, dont la Deutsche Bahn avait mis en service 20 exemplaires. En 2000, lors d'un essai, l'ICE-TD établit un nouveau record allemand de vitesse en traction diesel avec 222 km/h.

##### Les équipements
La rame est composée de quatre voitures, chacune comprenant quatre moteurs diesel qui fournissent l'énergie électrique des huit moteurs électriques (deux par essieu). Les rames sont nommées série 605 chez la DB.
Avec une puissance combinée de 2 000 kW, un ICE-TD peut atteindre 200 km/h en service commercial.
Une mécanique pendulaire nouvelle a été développée spécialement pour ce train, car il n'y avait pas assez de place pour les moteurs dans les bogies FIAT. Mais des problèmes rencontrés au début avec cette technique pendulaire ont causé des retards allant jusqu'à 50 minutes. Même le train d'inauguration pris par des hommes politiques de Saxe et de Bavière en avait été affecté. De plus, le 13 août 2002, l'inondation du siècle avait détruit les voies entre Dresde et Klingenberg, obligeant à remplacer les trains par des autocars pendant deux ans. En outre, le nombre limité des sièges (195) et le prix croissant du carburant remettaient en question la rentabilité de ce train.

##### Les lignes desservies
Les ICE-TD avaient été prévus pour les lignes de Dresde à Nuremberg passant par Chemnitz, Plauen et Hof, et pour la ligne de Munich à Zurich (Suisse) passant par Memmingen, Lindau (Lac de Constance) et Saint-Gall. Par la suite, ces lignes sont desservies en classe IC/EC, ou par des automotrices diesel de la série 612 de DB Regio (de), ou encore par des trains tirés par des locomotives.
Après le déraillement du ICE 1799 „Franken-Kurier“ entre Plauen et Hof le 2 décembre 2002, dû à une rupture d'un essieu, la Deutsche Bahn a retiré toutes les rames ICE-TD de la circulation, sur ordre de l'agence de supervision du rail E BA (Office fédéral des chemins de fer). C'est seulement lorsque tous les arbres des trains de roues (Radsatzwellen) ont été remplacés en octobre 2003 que l'EBA autorisa à nouveau la mise en circulation des ICE-TD.
Sept des rames ICE-TD ont été remises en service en 2006, d'abord pour des trains supplémentaires autour du week-end de Pâques 2006 entre Hambourg et Cologne, puis pour des services spéciaux, comme pendant la Coupe du Monde de football en 2006 pour les supporters des équipes brésilienne et mexicaine.
Depuis décembre 2006 elles circulent en renforcement de week-end entre Cologne et Hambourg en catégorie IC (InterCity).
À partir de décembre 2007 plusieurs rames ICE-TD ont repris un service quotidien en coopération avec les chemins de fer DSB du Danemark, entre Copenhague et Hambourg, avec des prolongements combinés vers Berlin.
Le service des ICE-TD est arrêté en octobre 2017.

#### La grande vitesse pan-européenne: l'ICE 4
Une nouvelle version de l'ICE est l'ICE 4, une conception permettant une composition flexible des trains (entre 5 et 14 unités), avec 24 variantes différentes. Leur vitesse de pointe sera de 265 km/h.
Les séries 401 en service en Suisse ont été remplacées le 14 juin 2020 sur toutes les relations Allemagne - Suisse par des ICE 4, série 412.

### Rénovation des ICE 1 et ICE 2
En 2005 la DB a commencé la rénovation des 59 rames ICE 1 pour une période de 3 ans ; les 108 motrices et 708 voitures seront pratiquement reconstruites. L'intérieur des voitures est intégralement remplacé, utilisant des éléments du design de l'ICE 3. L'encadrement des bogies des motrices de tête est remplacé par un nouveau modèle développé conjointement avec Bombardier Transport.
Les ICE 1 reconstruits circuleront seulement en configuration de 12 remorques, alors que les ICE 1 originaux comprenaient aussi des rames de 11 remorques. En février 2007 le trentième train rénové est sorti de l'atelier.
En 2011 la DB a commencé la rénovation des 44 rames ICE 2 pour une période de 3 ans ; les 264 voitures seront pratiquement reconstruites. L'intérieur des voitures est intégralement remanié, utilisant des éléments du design de l'ICE 3.

## Les lignes et le service ICE

### Historique: Le réseauInterCitydes années 1970 / 1980

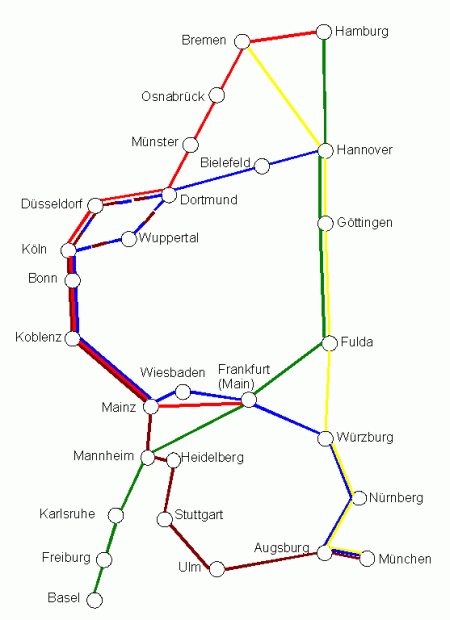
Réseau des lignes IC en 1985.
Chaque trait coloré continu représente une ligne à cadence horaire, les traits discontinus une ligne à cadence toutes les deux heures

En 1971 la Deutsche Bundesbahn avait mis en service des lignes IC InterCity avec des horaires cadencés, avec un train par heure sur certaines lignes.
En 1977 ces liaisons ont été coordonnées dans un réseau IC Intercity à cadence intégrée, ou dans des nœuds offrant des correspondances brèves (quelques minutes), de préférence sur le même quai.
Le terme cadence intégrée signifie que les liaisons ferroviaires sont coordonnées pour que les voyageurs puissent changer de train en quelques minutes seulement et souvent sur le même quai. Les trains sont formés en blocs, c.a.d. les remorques de 1re classe à une extrémité du train, celles de 2e classe à l'autre extrémité. Aux correspondances, le voyageur descendant d'un train retrouve ainsi la voiture de sa classe dans la même partie du quai.
Une telle organisation horaire permet des temps de voyage assez courts, même avec des correspondances. Avec le risque cependant d'une propagation du retard d'un seul train dans tout le réseau si un train de correspondance attend le train retardé.
Les gares de correspondance sont Hanovre, Kassel-Wilhelmshöhe, Wurtzbourg, Francfort (gare centrale et, depuis 1999, la gare de l'aéroport), Mannheim et Cologne. Après la réunification de l'Allemagne et l'extension des réseaux IC et ICE à l'est, Berlin et Leipzig sont également devenus d'importants nœuds de correspondance.
La division de l'Allemagne en deux États avait aussi bouleversé les flux de circulation, rendant prépondérants les trafics nord-sud. Le trafic ferroviaire dans ces directions franchissait l'obstacle du Mittelgebirge principalement par deux axes : 
– la vallée du Rhin, très étroite entre Bonn et Mayence ;
– l'axe Hanovre - Göttingen - Kassel - Bebra - Fulda - Francfort ou Wurtzbourg ; cette dernière ligne longeait la frontière interallemande sur plusieurs kilomètres entre Kassel et Bebra.
Ces deux axes étant de plus en plus saturés, de nouvelles lignes ont été construites, d'abord entre Wurtzbourg et Hanovre, désenclavant Kassel en même temps.
À partir de 1991 la DB a introduit dans ces lignes ICE une offre plus rapide et plus confortable, et en même temps plus chère, remplaçant les IC tractés par locomotives par des automotrices sur les relations les plus importantes.

### Un réseau maillé à cadence intégrée

Le réseau ferré des lignes ICE en Allemagne

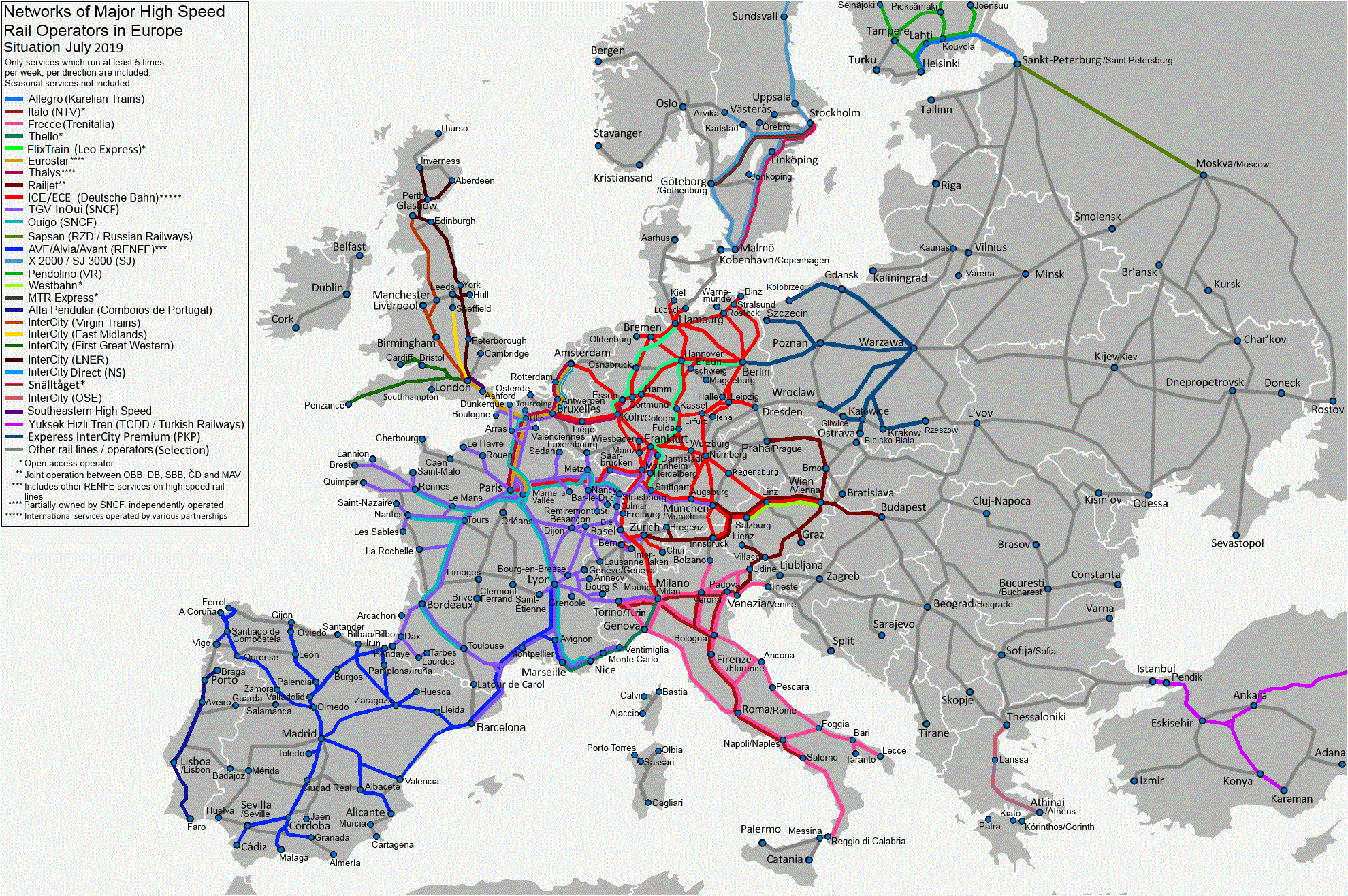
Principaux réseaux des principaux opérateurs de trains à grande vitesse en Europe, 2018.

Avec les ICE, la Deutsche Bahn AG offre à travers tout le pays un réseau maillé et cadencé de 22 lignes desservies toutes les heures ("Stundentakt", cadencement horaire) ou toutes les deux heures ou quatre heures. Les rares lignes à trafic plus faible ne sont desservies que par quelques trains. Des extensions existent vers cinq des neuf pays voisins de l'Allemagne : Autriche et Suisse, puis Pays-Bas, Belgique et France (par la LGV Est européenne, entre Francfort et Paris).
Les ICE servent en cadencement environ 100 villes, avec des arrêts environ tous les 70 km.
Du fait de cette courte distance (70 km), et parce que de nombreux tronçons ont leur vitesse limitée à 200 km/h, voire 160 km/h, la vitesse moyenne des ICE en Allemagne est plus basse que celle des TGV en France. Le réseau ICE reste cependant plus rapide que les autres grandes lignes et permet une bonne desserte de l'ensemble des villes du pays.
Aujourd'hui, à peu près 60 % des capacités de transport de la Deutsche Bahn sur les grandes lignes sont fournis par les lignes ICE, le reste par les lignes IC (InterCity) et EC (EuroCity).
| à\de         | Stuttgart | Munich | Leipzig | Cologne | Hanovre | Hambourg | Francfort (Le 1er train du matin et le dernier du soir.) |
| ------------ | --------- | ------ | ------- | ------- | ------- | -------- | -------------------------------------------------------- |
| Berlin       | 4h56      | 5h38   | 1h05    | 4h18    | 1h37    | 1h33     | 3h34                                                     |
| Francfort(M) | 1h17      | 3h09   | 3h21    | 1h04    | 2h06    | 3h21     |                                                          |
| Hambourg     | 5h01      | 5h34   | 2h47    | 3h30    | 1h12    |          |                                                          |
| Hanovre      | 3h46      | 4h12   | 2h41    | 2h38    |         |          |                                                          |
| Cologne      | 2h14      | 4h23   | 4h48    |         |         |          |                                                          |
| Leipzig      | 4h52      | 4h20   |         |         |         |          |                                                          |
| Munich       | 2h19      |        |         |         |         |          |                                                          |

#### Les lignes desservies, selon les matériels

##### ICE 1
Les ICE 1 servent presque exclusivement :
- pour des liaisons nord-sud passant par au moins une partie de la première ligne à grande vitesse d'Allemagne : Hanovre - Wurtzbourg,
- entre Berlin et Hambourg au nord,
- entre Munich, Stuttgart et Bâle (Suisse) au sud,
- avec des prolongements 
  - au sud : de Bâle à Zurich, Interlaken et Berne en Suisse, et de Munich à Vienne et Innsbruck en Autriche
  - au nord : de Hambourg à Kiel.

Ils font aussi quelques services intérieurs de la SBB (Suisse) ou des ÖBB (Autriche), comme entre Bâle, Zurich et Interlaken ou entre Vienne et Innsbruck.

##### ICE 2

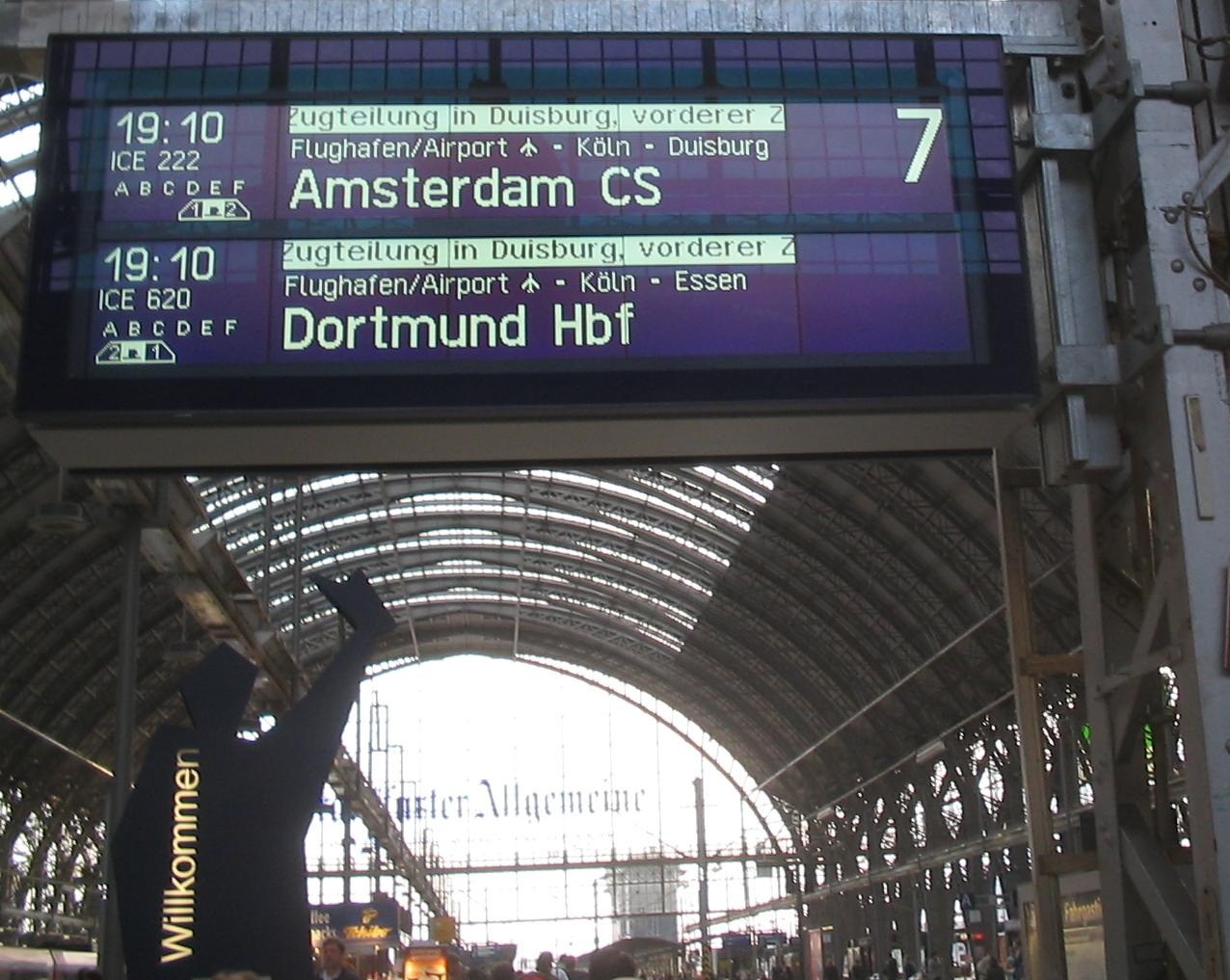
Affichage (ICE International) au départ de Francfort, avec ses destinations en antenne (cf photo plus haut, de rames NS-DB atelées). Les 2 bandes bleu-vert en haut indiquent la séparation à Duisbourg

La ligne 10 Berlin - Ruhr - Cologne est assurée par des ICE 2, où la double rame est scindée à Hamm pour continuer sur deux branches :
- au nord : Dortmund, Bochum, Essen, Duisbourg, Düsseldorf, aéroport de Cologne/Bonn, prolongée une fois par jour vers Trèves via Coblence;
- au sud : Hagen, Wuppertal, Cologne, prolongée toutes les deux heures vers Bonn et parfois vers Coblence.

Ces branches se croisent en gare de Cologne-Deutz.
Des ICE 2 sont aussi affectés à la ligne 25 Munich-Hambourg, où toutes les deux heures la double rame est scindée à Hanovre pour desservir Brême.

##### ICE 3

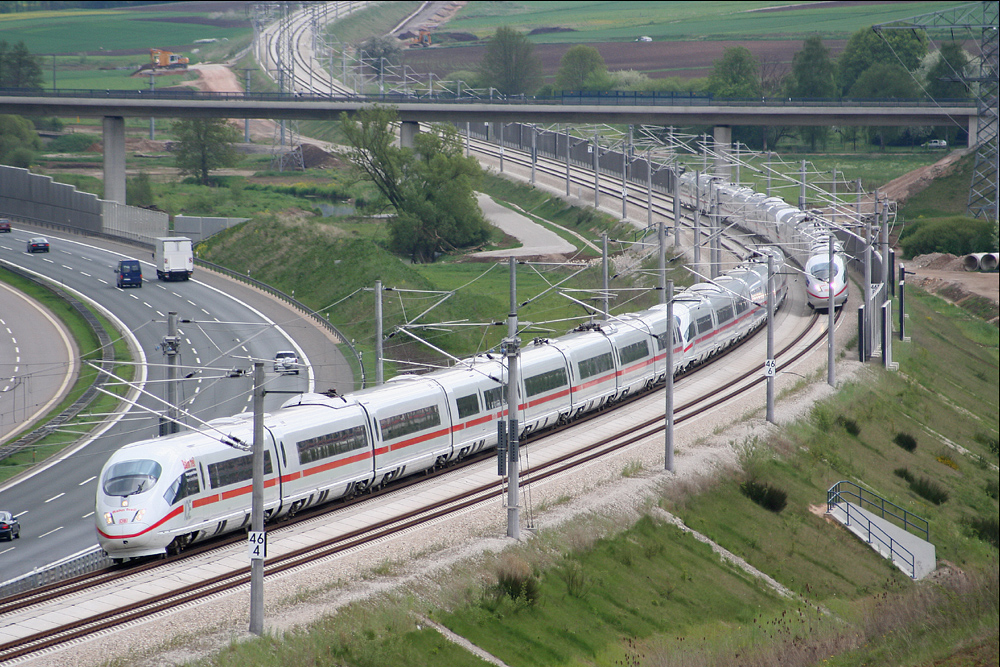
ICE 3 sur la ligne nouvelle entre Munich et Nuremberg.

Ils circulent sur des lignes permettant des vitesses allant jusqu'à 320 km/h (non atteignable sur le réseau allemand): 
- principalement les lignes incluant le tronçon Francfort-Cologne ; les ICE 3 sont d'ailleurs les seuls à pouvoir circuler sur cette ligne nouvelle Francfort-Cologne, avec ses dénivellations importantes (jusqu'à 4 %) ;
- la ligne nouvelle entre Munich et Nuremberg ;
- au nord : Amsterdam, Utrecht, Düsseldorf, plus loin la LGV Cologne-Francfort ;
- au sud : Fribourg-en-Brisgau et Bâle, seulement une fois par jour ;
- la LGV 3 et la LGV 2 en Belgique (Liège et Bruxelles) ;
- la LGV Est (à 320 km/h) entre Vaires-sur-Marne et Baudrecourt, permettant les liaisons Paris-Forbach -Sarrebruck-Mannheim-Francfort.

##### ICE T
Les pendulaires ICE T circulent surtout sur des lignes sans tronçon à grande vitesse :
- ligne 28 entre Hambourg et Berlin (non-stop en 93 ou 96 minutes) ; l'ouverture de la nouvelle gare centrale de Berlin et son tunnel nord-sud, ainsi que l'amélioration de la ligne Berlin-Leipzig, ont permis en 2006 de prolonger cette ligne Hambourg-Berlin vers Munich, via Leipzig, les montagnes thuringiennes et Nuremberg , avec une alternance toutes les deux heures vers Augsbourg ou Ingolstadt ;
- ligne 50 (en cadence horaire) de Dresde à Francfort-Aéroport et Wiesbaden par Leipzig, Erfurt et Fulda, alternant toutes les deux heures vers la gare centrale de Francfort et vers la gare Francfort-Sud, avec (pour quelques trains par jour) une desserte de Sarrebruck ou Karlsruhe.
- ligne 87 de Stuttgart à Zurich (Suisse) par Singen et Schaffhouse, desservie toutes les deux heures.

##### ICE TD
Les trains pendulaires diesel électrique ICE TD circulaient surtout sur des lignes sans tronçon à grande vitesse :
- ligne 75/76 entre Berlin et Hambourg, puis vers Århus et Copenhague, desservie deux fois par jour.

### ICE Sprinter
Les dessertes appelées ICE Sprinter, entre grandes agglomérations, sont des trains hors cadencement (le plus souvent un aller le matin, un retour le soir) qui visent à offrir une alternative à l'avion : vitesse plus élevée (pas ou peu d'arrêts intermédiaires), réservation obligatoire, offre de journaux à bord...

### Services à bord
Les ICE comportent un service de restauration en voiture-restaurant. En revanche, dans les trains plus courts de la dernière génération le service est réduit à un bistro en voiture-bar. Un petit écran situé sur chaque plate-forme d'extrémité des voitures permet de connaître la destination finale, les arrêts à venir ainsi que la vitesse du train en temps réel.

### Railnet
Les portables GSM n'étant apparus en grand nombre qu'après la mise en service des premières rames ICE 1, il était difficile d'utiliser le téléphone portable à bord du train, le verre métallisé des fenêtres étant un premier obstacle, surtout sur des lignes nouvelles comme celle de Hanovre à Wurtzbourg ou de Mannheim à Stuttgart avec ses nombreux tunnels.
On[Qui ?] a donc introduit dans tous les trains des répétiteurs GSM, et désigné quelques voitures comme zones de communication, d'autres sans répétiteur comme zones calmes. Les tunnels ont également été équipés, pour permettre une communication ininterrompue pendant tout le trajet et sur les quatre réseaux GSM allemands.
En 2005, la Deutsche Bahn a installé, en coopération avec la branche T-Mobile de la Deutsche Telekom, des antennes WLAN dans les voitures de sept de ses ICE 3, reliées à un serveur à bord du train, celui-ci assurant le lien externe. Les voyageurs peuvent ainsi accéder à Internet à partir de leurs propres ordinateurs portables, ou à des pages d'information sur le serveur à bord du train, pour le cas où le lien extérieur ne fonctionne pas, par exemple sur des lignes pas encore équipées. Pendant la période d'essai entre décembre 2005 et mars 2006, trois formes différentes de liens externes ont été testées : par satellite, par UMTS et par Flash-OFDM. Seules les deux dernières ont été retenues, le satellite n'offrant pas assez de vitesse dans les deux sens de la communication. Par ailleurs ce service a été gratuit durant cette période et est payant depuis lors.
Le 14 mars 2007, la DB annonçait que le service Railnet était désormais disponible le long de la LGV Cologne-Francfort, et que l'installation sur la ligne Hambourg - Hanovre - Cassel - Francfort - Mannheim - Stuttgart - Munich pourrait être mise en service avant fin 2007. Le nombre de rames équipées passerait alors de 7 à 50, y compris des rames ICE 1, rénovées, pour la liaison Hambourg - Hanovre - Francfort - Stuttgart - Munich.

### IC Kurier
La Deutsche Bahn a continué avec les lignes ICE le service IC Kurier introduit avec les InterCity : les trains transportent des lettres et des petits colis dans le compartiment des contrôleurs, ce qui permet un service de courrier très rapide, avec remise le même jour.
L'expédition se fait dans les Service Point des gares ou par la société Time matters avec laquelle la DB a établi un partenariat.
Le prix minimal pour un colis est de 82 euros, ou 56 euros pour des distances inférieures à 200 km.

### ICE «Metropolitan»
La Deutsche Bahn a décidé fin 2004 de reconvertir ses trains « classiques » de luxe de type « Metropolitan » en ICE. Ainsi, il est maintenant possible d'avoir un billet ICE mais de circuler en fait dans un train non-ICE.
C'est le cas des ICE 1193 (Berlin Ostbahnhof 09h22 - Francfort-sur-le-Main Aéroport 13h51) et ICE 1196 (Francfort-sur-le-Main Aéroport 14h09 - Berlin Ostbahnhof 18h38).

## Accident d'Eschede
Le 3 juin 1998 le bandage d'une roue d'un ICE reliant Munich à Hambourg casse près d'Eschede à la vitesse de 200 km/h ; la rame se disloque sur une pile de pont, causant 102 morts et une centaine de blessés. Depuis lors tous les ICE sont équipés de roues monobloc.